# Louange Luzenga
Louange Nsimba Luzenga, née le 17 décembre 1997 à Matadi, est une joueuse congolaise (RDC) de basket-ball.

## Carrière
Elle évolue en club à DCMP
Elle est médaillée de bronze en basket-ball à trois aux Jeux africains de 2019.